# Cochylis hoffmannana
Cochylis hoffmannana is een vlinder uit de familie bladrollers (Tortricidae). De wetenschappelijke naam is voor het eerst geldig gepubliceerd in 1907 door Kearfott.
De soort komt voor in Europa.